# Linha 4 do Metropolitano de Paris

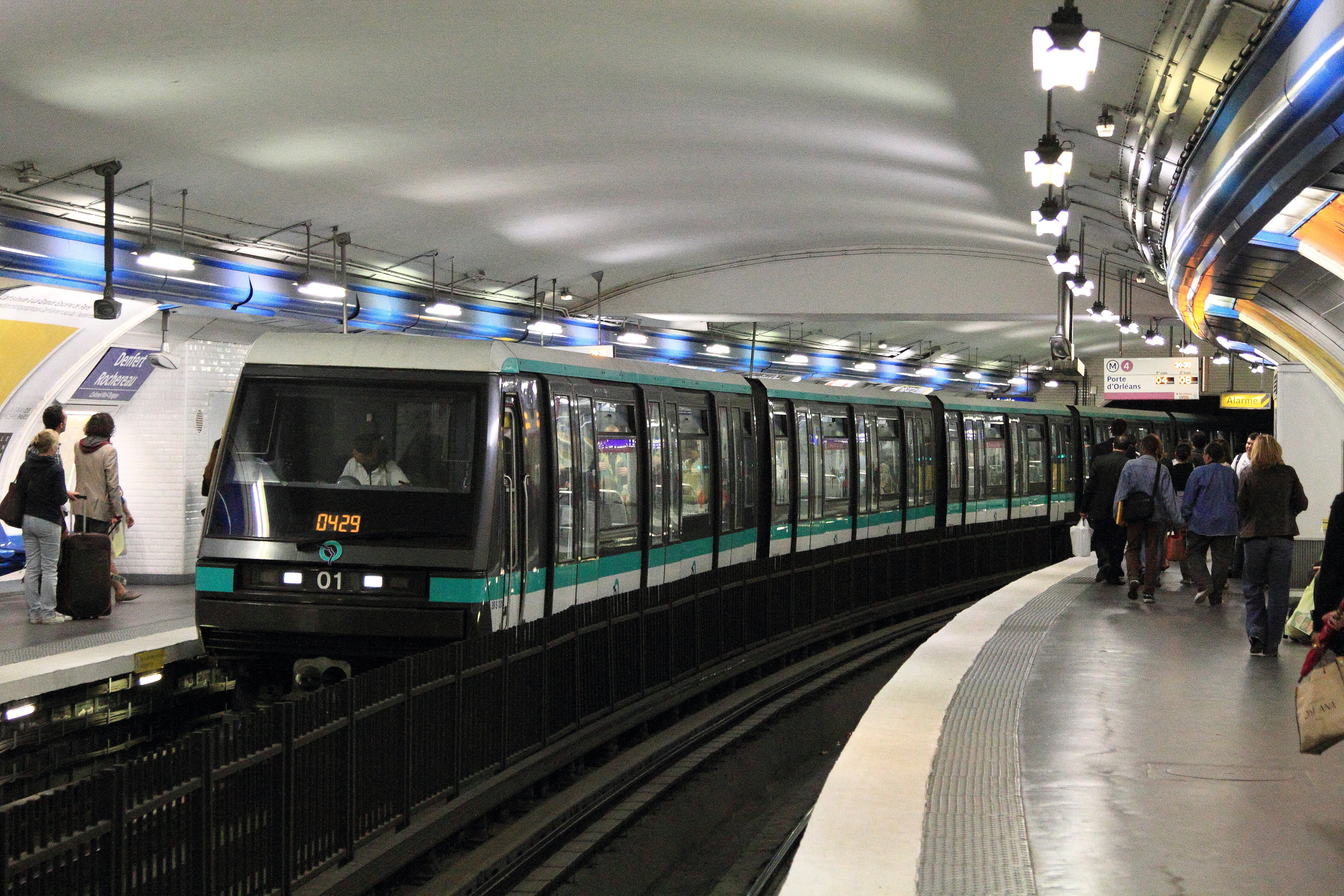
Um MP 89 CC na estação Denfert-Rochereau.

A Linha 4 do Metropolitano de Paris é a segunda linha de metrô mais movimentada de Paris. Ela vai de Norte a Sul de Paris, de Porte de Clignancourt a Bagneux-Lucie Aubrac.

## História
A Linha 4 foi inaugurada em 1908 com a primeira seção da linha inaugurada ao norte do Sena indo de Porte de Clignancourt a Châtelet. Em 1909 a segunda seção da linha foi inaugurada ao sul do rio Sena, indo de Raspail a Porte d'Orléans. Em 1910 as duas partes foram unidas por um túnel entre Châtelet e Raspail. A linha 4 foi a primeira linha de metrô de passagem por túnel do rio Sena. Em 1967 os trilhos foram convertidos para servir os trens com truques de pneus, além das rodas metálicas. Em 2012 a linha foi estendida ao sul para Mairie de Montrouge, e para Bagneux-Lucie Aubrac em 2022.

## Estações

Plano da linha.

- Porte de Clignancourt
- Simplon
- Marcadet - Poissonniers
- Château Rouge
- Barbès - Rochechouart
- Gare du Nord
- Gare de l'Est
- Château d'Eau
- Strasbourg - Saint-Denis
- Réaumur - Sébastopol
- Étienne Marcel
- Les Halles
- Châtelet
- Cité
- Saint-Michel
- Odéon
- Saint-Germain-des-Prés
- Saint-Sulpice
- Saint-Placide
- Montparnasse – Bienvenüe
- Vavin
- Raspail
- Denfert-Rochereau
- Mouton-Duvernet
- Alésia
- Porte d'Orléans
- Mairie de Montrouge
- Barbara
- Bagneux-Lucie Aubrac

## Extensão
A Linha se estenderá ao norte, para Saint-Ouen-Les-Docks, passando por Mairie de Saint-Ouen.
A linha será convertida para um sistema automatizado (como a linha 14).

## Turismo
A linha 4 serve a Gare du Nord, a Gare de l'Est e a Gare Montparnasse. Atravessa bairros turísticos e zonas muito animadas da cidade, entre as quais se pode citar (de norte a sul):
- o Mercado de pulgas de Saint-Ouen, nas proximidades da Porte de Clignancourt;
- o Quartier Château Rouge, onde há um grande mercado exótico frequentado por muitos africanos vindos de toda a Ilha de França;
- o bairro popular de Barbès, onde se encontram lojas de importados no coração do Quartier de la Goutte-d'Or;
- o Forum des Halles e o Quartier des Halles (estação Les Halles);
- a Place du Châtelet e seu bairro (estação Châtelet);
- a Île de la Cité, com a Catedral de Notre-Dame de Paris, o Palácio da Justiça, a Conciergerie e a Sainte-Chapelle (estação Cité);
- o bairro Saint-Michel e uma parte do Quartier Latin;
- a Igreja de São Sulpício (estação Saint-Sulpice);
- o Palácio do Luxemburgo - onde está localizado o Senado - e o Jardim de Luxemburgo;
- o bairro de Montparnasse;
- a Place Denfert-Rochereau onde se pode visitar as Catacumbas de Paris (estação Denfert-Rochereau).